# Sparspanner
De sparspanner (Thera variata) is een nachtvlinder uit de familie Geometridae, de spanners. De voorvleugellengte bedraagt tussen de 13 en 17 millimeter. De imago is op grond van uiterlijke kenmerken niet met het blote oog te onderscheiden van de schijn-sparspanner. De soort komt verspreid over Europa, Noord-Azië en Japan voor. Hij overwintert als pop.

## Waardplanten
De sparspanner heeft spar als waardplant, maar ook andere naaldbomen.

## Voorkomen in Nederland en België
De sparspanner is in Nederland en België een niet zo algemene soort, die verspreid over het hele gebied kan worden gezien. De vlinder kent twee generaties die vliegen van halverwege april tot halverwege oktober.